# Demenzwohngemeinschaft
Unter einer Demenzwohngemeinschaft (Demenz-WG) versteht man eine betreute Wohngemeinschaft für in der Regel vier bis zehn Menschen mit Demenz (z. B. Alzheimerkranke).

## Ursprung und Verbreitung
Das Konzept der Demenzwohngemeinschaft geht auf den Verein Freunde alter Menschen e. V. zurück, der gegen Ende der 1990er Jahre die erste Demenzwohngemeinschaft in Berlin gegründet hat.
Demenzwohngemeinschaften gibt es heute in vielen deutschen Städten und Landkreisen. Sie stellen eine Alternative zu Altenheimen bzw. Pflegeheimen einerseits und zur Betreuung in der Familie andererseits dar.
Im Jahr 2017 gab es in Deutschland 2.500 Demenzwohngemeinschaften unter insgesamt 3120 ambulant begleiteten Wohngemeinschaften.
In allen Bundesländern ist (Stand: 2017) die Mehrheit der ambulant betreuten Pflege-WGs auf Menschen mit Demenz ausgerichtet; in Berlin bestehen mehr Pflege-WGs als in anderen Bundesländern.

## Formen und Ziele
Zu unterscheiden sind trägergesteuerte und selbstorganisierte Demenzwohngemeinschaften. Erstere sind  Wohnformen, die auf ein Zusammenleben in einer kleineren Gruppe ausgerichtet sind, aber trotzdem von einem professionellen Träger organisiert werden. Sie können eigenständige Wohneinheiten sein oder kommen als abgegrenzte Wohngemeinschaft innerhalb einer größeren Pflegeeinrichtung vor. Die selbstorganisierten Formen zeichnen sich dadurch aus, dass sie von Angehörigen und ehrenamtlichen oder beruflichen Betreuern organisiert werden, die sich, meist mit einer Satzung, zusammenschließen, um ihre dementen Angehörigen/Betreuten gemeinsam versorgen zu lassen. Sie sind von heimrechtlichen Vorschriften weitgehend befreit.
Charakteristisch für letztere sind die folgenden Kernpunkte:
- Die Angehörigen sind je nach Konzeption frei bei der Wahl des Betreuungs- und/oder Pflegedienstes. Sie besitzen weitgehende Mitbestimmungsrechte.
- Vermieter und Pflegedienst können voneinander unabhängig sein, sodass eine Wahlfreiheit gegeben ist.

Diese Merkmale sind aber nicht typbedingt, sondern basieren wesentlich auf der jeweiligen Konzeption und den jeweils landesspezifisch geltenden heimrechtlichen Rahmenbedingungen.
Ziel ist die Verbesserung der Lebensqualität von Demenzkranken durch Wohn- und Betreuungsformen, die die besonderen Erlebens- und Verhaltensweisen von Menschen mit einer Demenz respektieren und den Versuch unternehmen, eine größtmögliche Selbstbestimmtheit auf der einen Seite und den notwendigen Schutz auf der anderen Seite zu realisieren.
In Brandenburg werden einige selbstorganisierte Demenzwohngemeinschaften durch Ehrenamtliche moderiert.

## Finanzierung
Als Rahmen für eine finanzielle Unterstützung kommen in Deutschland u. a. Regelungen zur Pflege-WG bzw. für die häusliche Krankenpflege in Frage. Die rechtlichen Regelungen zu ambulant betreuten Wohngruppen unterscheiden sich deutlich von Bundesland zu Bundesland.
In den Medien wird kritisiert, dass die in Deutschland geplante Deckelung des Eigenanteils der Pflegekosten auf 25.000 Euro, die in der geplanten Pflegereform vorgesehen ist, nicht für Demenzwohngemeinschaften gelten soll.

## Evaluation
Studien untersuchen die Strukturen dieser Betreuungsform, von welchen Personen sie genutzt werden und wie sich diese Wohn- und Betreuungsform auf die Lebensqualität der Betroffenen auswirkt. 2017 stellte die Verbraucherzentrale unabhängige Informationen zu ambulant betreuten Wohngemeinschaften für Menschen mit Demenz zusammen. Einen Wegweiser ambulant betreuter Wohnformen stellt auch das Bundesministerium für Familie, Senioren, Frauen und Jugend zur Verfügung.